# Podsavezna nogometna liga Gospić 1967./68.
Liga Nogometnog podsaveza Gospić za sezonu 1967./68. 
 
Sudjelovalo je 10 klubova, a prvak je bio "Udarnik" iz Perušića.

## Ljestvica
| mj. | klub                     | ut. | pob. | ner. | por. | gol+ | gol- | bod |
| --- | ------------------------ | --- | ---- | ---- | ---- | ---- | ---- | --- |
| 1.  | Udarnik Perušić          | 18  | 10   | 5    | 3    | 76   | 31   | 25  |
| 2.  | Lika Gospić              | 18  | 10   | 5    | 3    | 53   | 26   | 25  |
| 3.  | Velebit Žabica           | 18  | 9    | 5    | 4    | 31   | 22   | 23  |
| 4.  | Radnički Gospić          | 18  | 8    | 6    | 4    | 48   | 38   | 22  |
| 5.  | Jedinstvo Donji Lapac    | 18  | 8    | 5    | 5    | 38   | 31   | 21  |
| 6.  | Partizan Titova Korenica | 18  | 8    | 3    | 7    | 50   | 48   | 19  |
| 7.  | Bratstvo Gračac          | 18  | 5    | 6    | 7    | 33   | 32   | 19  |
| 8.  | Lika Lički Osik          | 18  | 8    | 2    | 8    | 59   | 39   | 18  |
| 9.  | Ustanik Srb              | 18  | 2    | 4    | 12   | 25   | 69   | 6   |
| 10. | Borac Brinje             | 18  | 0    | 1    | 17   | 25   | 69   | 1   |

- Titova Korenica – tadašnji naziv za Korenicu

## Rezultatska križaljka
| kratica | klub                     | BOR | BRA | JED | LIKG | LIKLO | PAR | RAD | UDA | UST | VEL |
| --- | ------------------------ | --- | --- | --- | ---- | ----- | --- | --- | --- | --- | --- |
| BOR | Borac Brinje             |     |     |     |      |       |     |     |     |     |     |
| BRA | Bratstvo Gračac          |     |     |     |      |       |     |     |     |     |     |
| JED | Jedinstvo Donji Lapac    |     |     |     |      |       |     |     |     |     |     |
| LIKG | Lika Gospić              |     |     |     |      |       |     |     |     |     |     |
| LIKLO | Lika Lički Osik          |     |     |     |      |       |     |     |     |     |     |
| PAR | Partizan Titova Korenica |     |     |     |      |       |     |     |     |     |     |
| RAD | Radnički Gospić          |     |     |     |      |       |     |     |     |     |     |
| UDA | Udarnik Perušić          |     |     |     |      |       |     |     |     |     |     |
| UST | Ustanik Srb              |     |     |     |      |       |     |     |     |     |     |
| VEL | Velebit Žabica           |     |     |     |      |       |     |     |     |     |     |
| |                          |     |     |     |      |       |     |     |     |     |     |
| podebljan rezultat - utakmice od 1. do 9. kola (1. utakmica između klubova) rezultat normalne debljine - utakmice od 10. do 18. kola (2. utakmica između klubova) rezultat nakošen - nije vidljiv redoslijed odigravanja međusobnih utakmica iz dostupnih izvora rezultat nakošen i smanjen * - iz dostupnih izvora nije uočljiv domaćin susreta prekrižen rezultat - poništena ili brisana utakmica p - utakmica prekinuta 3:0 p.f. / 0:3 p.f. - rezultat 3:0 bez borbe |                          |     |     |     |      |       |     |     |     |     |     |

 Izvori: 